# Starry Night/青春ビルドアップ
「Starry Night/青春ビルドアップ」（スターリーナイト/せいしゅんビルドアップ）は、日本の女性アイドルグループ『アップアップガールズ（仮）』の両A面CDシングルである。2013年10月30日に発売された。
両曲ともアップアップガールズ（仮）の曲を初めて担当するクリエイター・トラックメーカーによる楽曲であり、これまでのアップアップガールズ（仮）の激しい曲調の楽曲とは違ったイメージの楽曲である。

## 背景
前作のシングル「SAMURAI GIRLS/ワイドルセブン」は9月4日に発売されており、当CDシングルはアップアップガールズ（仮）にとって2ヶ月連続リリースとなる作品である。また、当CDシングルはT-Palette Recordsへの移籍後8枚目のシングルとなる。

## リリース
2013年9月16日、アップアップガールズ（仮）は赤坂BLITZで、「アップアップガールズ（仮）1stライブハウスツアー アプガ第二章（仮）開戦〜赤坂決戦〜」を行い、その中でアップアップガールズ（仮）が同年10月30日にCDシングル「Starry Night/青春ビルドアップ」をリリースすることを発表した。10月1日にはジャケット写真が公開され、10月7日にはiTunes Storeで「Starry Night」と「青春ビルドアップ」の配信が始まった。
10月30日、「Starry Night」のミュージックイメージビデオがYouTubeで公開された。同ビデオの編集担当はVJのホンマカズキである。
翌2014年2月19日には「Starry Night」「青春ビルドアップ」を収録したアルバム『セカンドアルバム（仮）』が発売された。同アルバムの初回限定盤のDisc2には「Starry Night（SEKITOVA & Shu Okuyama Remix）」が収録されている。

## 音楽と歌詞
「Starry Night」は、アップアップガールズ（仮）のメンバー7名を、7つの星から構成される北斗七星に例え、ゴッホの作品『星降る夜』をイメージした楽曲。楽曲を聞いている人が見失いそうになっている進むべき道を7色の光で照らし出し、前向きに道を進んで行くことを勧めるという趣旨である。曲調はバラードで、メンバーの佐保明梨は「攻めのアプガとは全く違う、ロマンチックな歌」と説明している。楽曲の音域は高い部分が多く、メンバーの中で最も高い声の出る新井愛瞳が歌う部分が多い。振り付けには星座を意識した部分があり、フォーメーションには北斗七星の形が登場する。
「青春ビルドアップ」のテーマは「文化祭」であり、普段の攻めの姿勢のアップアップガールズ（仮）とは異なり「女の子らしいキュートな部分」が表現されている。曲調はテクノポップ。読売新聞は「元気いっぱいのダンスポップ」と評している。

## プロモーション
2013年10月30日から11月3日にかけて、当CDシングルのリリースイベントが行われた。
ハロウィン当日である10月31日はタワーレコード渋谷店の地下1階『CUTUP STUDIO』にて行われ、メンバーは前日に披露された私服風衣装ではなく、それぞれ仮装をして登場した。イベントは「青春ビルドアップ」から始まり、「SAKURADRIVE」「Beautiful Days!」が披露された。そして、最後の曲「Starry Night」が披露される前に、サプライズでの発表があった。ステージ上にT-Palette Recordsの担当者が登場し、タワーレコード代表取締役社長嶺脇育夫から届けられた手紙を読み上げた。まず、年末年始の単独ライブのチケットの売り上げ状況について触れられた後、翌年春の全国ツアー・中野サンプラザ公演の実現に向けて、日本全国での知名度アップを図るために、メンバー1人あたり1都市、合計7都市でキャンペーンを行うことが発表された。
| メンバー名 | 仮装       | 都市名   |
| ---------- | ---------- | -------- |
| 仙石みなみ | 巫女       | 仙台市   |
| 古川小夏   | 全身タイツ | 北海道   |
| 森咲樹     | 園児服     | 広島     |
| 佐藤綾乃   | ミツバチ   | 大阪     |
| 佐保明梨   | チャイナ服 | 東京     |
| 関根梓     | 魔女       | 名古屋市 |
| 新井愛瞳   | 侍         | 福岡     |

その後、「Starry Night」を披露し、イベントは終了した。

## ライヴ・パフォーマンス
2013年10月21日・22日・24日、「Starry Night」のダンスレッスンが行われた。同月26日、アップアップガールズ（仮）はSHIBUYA-AXで行われた『@JAM the Field Vol.4』に出演し、「Starry Night」を初披露した。
10月29日、「青春ビルドアップ」のダンスレッスンが行われた。同月30日、アップアップガールズ（仮）はマルイシティ渋谷で当CDシングルのリリースイベントを行い、「青春ビルドアップ」を初披露した。また、楽曲「に合わせて」「女の子らしい服」となっている衣装も初披露した。衣装はメンバーそれぞれのメンバーカラーが入った私服ライクなもので、メンバー自身によって選ばれたものとなっている。

## 規格と収録曲
| #  | タイトル         | 作詞 | 作曲・編曲 | 時間 |
| -- | ---------------- | ---- | ---------- | ---- |
| 1. | 「Starry Night」 |      |            | 4:18 |

| #  | タイトル             | 作詞 | 作曲・編曲 | 時間 |
| -- | -------------------- | ---- | ---------- | ---- |
| 1. | 「青春ビルドアップ」 |      |            | 4:27 |

| #         | タイトル                           | 作詞         | 作曲         | 編曲                       | 時間  |
| --------- | ---------------------------------- | ------------ | ------------ | -------------------------- | ----- |
| 1.        | 「Starry Night」                   | Kiyoshi Sugo | Kiyoshi Sugo | Kiyoshi Sugo・Wonder World | 4:18  |
| 2.        | 「青春ビルドアップ」               | mona         | 4sk          | 4sk                        | 4:27  |
| 3.        | 「Starry Night(Instrumental)」     |              | Kiyoshi Sugo | Wonder World               | 4:18  |
| 4.        | 「青春ビルドアップ(Instrumental)」 |              | 4sk          | 4sk                        | 4:24  |
| 合計時間: | 合計時間:                          | 合計時間:    | 合計時間:    | 合計時間:                  | 17:28 |

## リリース日一覧
| 地域 | リリース日     | レーベル          | 規格                   | カタログ番号 |
| ---- | -------------- | ----------------- | ---------------------- | ------------ |
| 日本 | 2013年10月07日 | T-Palette Records | デジタル・ダウンロード | -            |
| 日本 | 2013年10月30日 | T-Palette Records | マキシシングル         | TPRC-0062    |